# Anaiyur (Virudhunagar)
Anaiyur es una localidad de la India en el distrito de Virudhunagar, estado de Tamil Nadu.

## Geografía
Se encuentra a una altitud de 112 m.s.m. a 536 km de la capital estatal, Chennai, en la zona horaria UTC +5:30.

## Demografía
Según estimación 2010 contaba con una población de 21 600 habitantes.